# Euphorbia atoto
Euphorbia atoto es una especie de fanerógama perteneciente a la familia Euphorbiaceae. Es endémica de Australia, se distribuye por Indonesia, Australia, China (Guangdong, Hainan, Taiwán).

## Descripción
Es un subarbusto perenne que alcanza los 20-40 cm de altura. Tiene raíces de 20 cm de longitud. Tallos maderables ascendentes con múltiples ramas. Las hojas son opuestas, elípticas o ovadas de 1-3 cm de longitud y 4-13 mm de ancho de color verde y finamente coriáceas, el ápice es obtuso y mucronado con los márgenes enteros y con peciolo de 1-3 mm de longitud.

## Taxonomía
Euphorbia atoto fue descrito por Georg Forster y publicado en Florulae Insularum Australium Prodromus 36. 1786.
Etimología
Euphorbia: nombre genérico que deriva del médico griego del rey Juba II de Mauritania (52 a 50 a. C. - 23), Euphorbus, en su honor – o en alusión a su gran vientre – ya que usaba médicamente Euphorbia resinifera. En 1753 Carlos Linneo asignó el nombre a todo el género.
atoto: epíteto
Sinonimia
- Anisophyllum atoto (G.Forst.) Klotzsch & Garcke
- Anisophyllum laevigatum Klotzsch & Garcke
- Chamaesyce atoto forma minor (Boiss.) Hurus.
- Chamaesyce halophila (Miq.) Croizat
- Chamaesyce levis (Poir.) Croizat
- Euphorbia atoto G.Forst.
- Euphorbia atoto var. imbricata Boiss.
- Euphorbia atoto var. minor Boiss.
- Euphorbia bifida Thwaites
- Euphorbia laevigata Vahl
- Euphorbia levis Poir.
- Euphorbia levis var. imbricata Boiss.
- Euphorbia oraria F.Muell. ex Boiss.
- Euphorbia taitensis Boiss.
- Euphorbia taitensis var. stenhymenia Boiss[3][4][5]